# Complesso nuragico Sa Sedda 'e Sos Carros
Il complesso nuragico di Sa Sedda 'e Sos Carros è un sito archeologico nel territorio di Oliena, nella Valle di Lanaittu, in provincia di Nuoro, in Sardegna.

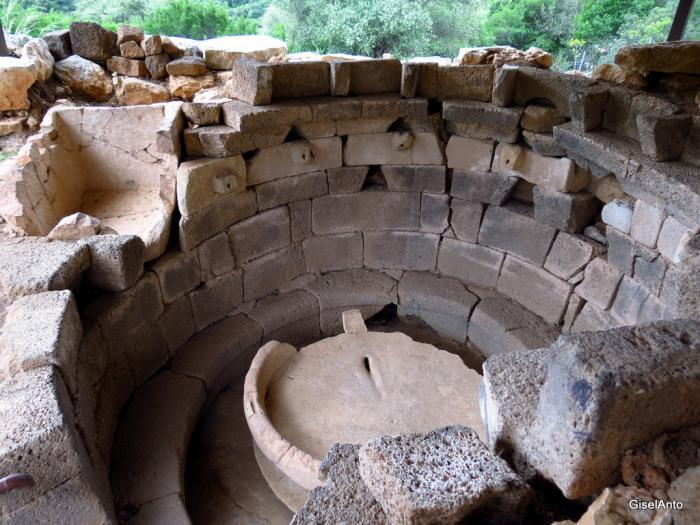
Sa Sedda 'e Sos Carros - rotonda con bacile

## Descrizione
Il nome in lingua sarda significa ”il punto di passaggio dei carri”. Il sito, che conta numerose capanne, risale alla tarda età del bronzo e alla prima età del ferro ed è di particolare importanza per le scorie di fusione che testimoniano importanti attività metallurgiche. 
Di rilievo è la presenza di una rotonda con bacile, fra le meglio conservate della Civiltà nuragica. La fontana funzionava tramite una canaletta attraverso la quale l'acqua scorreva e zampillava dalle bocche delle protomi di arenaria verso il bacile centrale. 
Tracce di scorie di fusione di metalli, inclusi il ferro, sono state ritrovate durante gli scavi.